# Chris Beath
Chris Beath  (Sydney, 11 de novembro de 1984) é um árbitro de futebol de nacionalidade australiana. Pertence ao quadro de árbitros da FIFA desde 2011. 